# Agrotis wehrlii
Agrotis wehrlii är en fjärilsart som beskrevs av Vorbrodt 1914. Agrotis wehrlii ingår i släktet Agrotis och familjen nattflyn. Inga underarter finns listade i Catalogue of Life.